# Nils Gyldenstolpe (1799–1864)
Adolf Fredrik Nils Gyldenstolpe, född den 23 januari 1799 i hovförsamlingen i Stockholm, död den 26 maj 1864, var en svensk greve, militär, en av rikets herrar, Sveriges krigsminister och riksmarskalk.

## Biografi
Nils Gyldenstolpe var son till landshövdingen greve Nils Gyldenstolpe och Charlotta Aurora De Geer samt sonson till greve Nils Philip Gyldenstolpe och friherrinnan Jaquette De Geer af Leufsta. Vid dopet var Gustav IV Adolf fadder. Föräldrarna skilde sig 1811, och modern gifte tämligen omedelbart om sig med statsministern Gustaf af Wetterstedt. Genom båda föräldrarna föddes Gyldenstolpe in i hovlivet, och kunde sålunda samt genom studier skaffa sig kunskaper i skilda ämnen.
Gyldenstolpe inskrevs vid Uppsala universitet 1816 samt tog samma år stor teologisk examen och året därpå examen i matematik och kansliexamen vid samma lärosäte. År 1817 blev han  kornett vid Livregementets husarkår och 1826 ryttmästare vid Livregementets grenadjärkår, var 1849–1853 sekundchef vid Svea Livgarde och 1853–1858 generalmajor, statsråd och chef lantförsvarsdepartementet.
Karriären kom att bli mångfacetterad. Dels verkade han som militär och hovman, först hos drottning Desideria och sedermera hos hennes son kung Oscar I, och sist som riksmarskalk och en av rikets herrar. Dels verkade han politiskt i riksdagen och som krigsminister under Krimkriget.
Gyldenstolpe var generallöjtnant, ledamot av Krigskollegium och adjutant hos Oscar I. Han var Militärsällskapet i Stockholms första ordförande mellan 1852 och 1853.
Han gifte sig 1826 i Stockholm med 20-åriga baronessan Henrietta Charlotta von Essen  (1806–1829), född i Stralsund. I Stockholm 1838 gifte han sig en andra gång med grevinnan Ebba Eleonora Brahe (1818–1842). Gyldenstolpe dog av blodförgiftning, efter en operation i fingret.
Gyldenstolpe ärvde Finspångs slott av sin mor, men sålde det till förvaltaren.

## Utmärkelser

### Svenska ordnar
- Kommendör med Stora Korset av Svärdsorden,
- Kommendör med Stora Korset av Nordstjärneorden,

### Utländska ordnar
- Stor Officer av Franska Hederslegionen,
- Riddare med Stora Korset av Ryska Sankt Stanislausorden,